# Distretto governativo di Hannover
Il distretto governativo di Hannover (in tedesco Regierungsbezirk Hannover) è stato uno dei quattro distretti governativi del land della Bassa Sassonia, soppresso nel 2005.

## Storia
Il distretto fu creato dal 1885 ed ha operato fino al 31 dicembre 2004. Dal 1º gennaio 2005, con la soppressione di questo e degli altri 3, la Bassa Sassonia non viene suddivisa in distretti governativi.

## Geografia fisica
Il distretto si trovava nella parte meridionale del Land, con al centro la città capoluogo di Hannover.

## Suddivisione al momento dello scioglimento (2004)

### Circondari (Landkreis)
- Diepholz
- Hameln-Pyrmont
- Hannover
- Hildesheim
- Holzminden
- Nienburg/Weser
- Schaumburg